# Balkanpokal (Männer-Handball)
Der Balkanpokal war ein Handballwettbewerb für Männer-Nationalmannschaften aus den südosteuropäischen Ländern Jugoslawien, Rumänien, Bulgarien, Türkei und Griechenland. Die Austragungen fanden in wechselnden Orten zwischen 1979 und 1990 im Abstand von einem oder zwei Jahren statt.

## Resultate
| Jahr | Ort                   | 1. Platz     | 2. Platz    | 3. Platz     | 4. Platz     | 5. Platz   | 6. Platz     |
| ---- | --------------------- | ------------ | ----------- | ------------ | ------------ | ---------- | ------------ |
| 1979 | Varaždin, Jugoslawien | Jugoslawien  | Rumänien    | Bulgarien    | -            | -          | -            |
| 1980 | Lowetsch, Bulgarien   | Jugoslawien  | Rumänien    | Bulgarien    | Türkei       | -          | -            |
| 1981 | Baia Mare, Rumänien   | Rumänien (A) | Jugoslawien | Rumänien (B) | Bulgarien    | Türkei     | Griechenland |
| 1983 | Ankara, Türkei        | Rumänien     | Jugoslawien | Bulgarien    | Türkei (A)   | Türkei (B) | -            |
| 1985 | Burgas, Bulgarien     | Jugoslawien  | Rumänien    | Bulgarien    | Griechenland | -          | -            |
| 1987 | Niš, Jugoslawien      | Jugoslawien  | Rumänien    | Bulgarien    | Türkei       | -          | -            |
| 1989 | Athen, Griechenland   | Rumänien     | Jugoslawien | Bulgarien    | Griechenland | Türkei     | -            |
| 1990 | Arad, Rumänien        | Rumänien     | Jugoslawien | Griechenland | Türkei       | Bulgarien  | -            |